# Leon Hazelton
Leon James Hazelton (Granville, 24 giugno 1876 – Pittsfield, 1º luglio 1948) è stato un golfista statunitense.

## Carriera
Hazelton partecipò al torneo individuale di golf ai Giochi olimpici di Saint Louis 1904, in cui giunse cinquantacinquesimo a pari merito con Alfred Annan.